# Burgstall Kernegg
Der Burgstall Kernegg (auch Kerneck oder Chernekk genannt) ist eine abgegangene Höhenburg auf dem sog. Kohlbühel nordwestlich der beiden Kernecker Höfe im Ortsteil  der Gemeinde Hirschbach im Mühlkreis im Bezirk Freistadt von Oberösterreich (Hofreith Nr. 7 und 8; folgt man der Straße in den Unterhirschgraben, so kommt man nach ca. 2,5 km zu einer Abzweigung nach Westen, dem Güterweg Chernekk, nördlich der Höfe führt ein Feldweg bis knapp zum Burgstall).

## Geschichte
Die kleine Burganlage dürfte um die Mitte des 13. Jahrhunderts auf freieigenem Rodungsgrund errichtet worden sein. Sie diente im 14. Jahrhundert als Hauptsitz für das Niederadelsgeschlecht der Gusner, die in der nördlichen Riedmark und in Südböhmen beheimatet waren. Besonders Peter Ybein der Gusner nannte sich auch von „Cherneckh“. Gegen Ende des 14. Jahrhunderts oder im ersten Drittel des 15. Jahrhunderts (Grenzfehden und Hussitenwirren) dürfte die Burganlage – ähnlich wie das nahe liegende Kronest – ihr Ende durch Zerstörung oder Aufgabe gefunden haben; der letzte nachweisbare Gusner war um 1440 ein Wolfgang Gusner. Eine genauere Klärung der Umstände des Abkommens der Burg könnte nur der gezielte archäologische Grabung erbracht werden, zudem wäre auch eine genauere historische Aufarbeitung über die Region sowie über das Geschlecht der Gusner und ihre Beziehungen zu den Herren von Rosenberg zielführend.
Die zu Chernekk gehörigen Besitzungen wurden an umliegende Grundherrschaften veräußert und der Meierhof wurde auf zwei Bauerngüter aufgeteilt, die den Hausnamen Ober- bzw. Unterkernegger erhielten. Beide kamen an die Grundherrschaft Waldenfels. Im Jahre 1786 wurde in der Kernecker Flur noch eine Flur „Burg(stall) in der Holzstatt“ zum Unterkernegger genannt, auch ein Gusenacker wurde erwähnt.

## Burgstall Kernegg heute
Die stark verschliffene Anlage besitzt ein Ausmaß von ca. 40 × 20 m. An der Westseite der Kernburg befinden sich die Fundamente eines turmähnlichen quadratischen Gebäudes, jedoch ohne eigentliche Annäherungshindernisse. Die noch bis zu einem Meter hohen Grundmauern bestehen aus unterschiedlich großen Bruchsteinen, die mit Kalkmörtel gemauert wurden. Das Turmgebäude besitzt die Ausmaße von 7 × 8 m, die Mauerstärke beträgt etwa 1 Meter. Dieses Mauerfundament wurde 1989 freigelegt, ein Jahr darauf erfolgte durch die Kulturvermessungsabteilung der OÖ. Landesregierung unter der Leitung von Erich Aufreiter eine Vermessung der Anlage. Danach schüttete man das Turmfragment zu, inzwischen ist diese Stelle wieder völlig zugewachsen. Die bei der Grabung geborgenen Keramikscherben stammten nach Begutachtung von Alfred Höllhuber und Leopold Josef Mayböck aus dem 13. und 14. Jahrhundert.
Das Bauerngut Unterkernegger gehört heute der Familie Glanzegg, das Oberkernegger Gut ist im Besitz der Familie Brandstetter. Bedauerlicherweise steht die Anlage nicht unter Denkmalschutz.